# Chijindu Ujah
Chijindu Ujah (Enfield Town, 5 maart 1994) is een Brits atleet, die gespecialiseerd is in de sprint. Hij nam tweemaal deel aan de Olympische Spelen en won bij die gelegenheid een zilveren medaille. Enkele weken na de Spelen werd echter bekend dat Ujah een positieve dopingcontrole had afgelegd. Per 23 september 2021 is nog wachten op een uitspraak van het dopingtribunaal aangaande een mogelijke schorsing en/of schrapping van uitslagen.

## Biografie
Ujah werd in 2013 Europees juniorenkampioen op de 100 m in 10,40 s. In 2016 boekte Ujah het eerste succes in zijn atletiekcarrière door op de Europese kampioenschappen in Amsterdam, tezamen met zijn teamgenoten James Dasaolu, Adam Gemili en James Ellington, op de 4 x 100 m estafette naar het goud te snellen in 38,17. Op de Olympische Spelen van 2016 in Rio de Janeiro kwam hij uit op de 100 m. Met zijn tijd van 10,13 bereikte hij de halve finale. In de halve finales was hij de snelste loper (met 10,01), die de finale niet bereikte. Hij eindigde in exact dezelfde tijd als finalist Trayvon Bromell. In het estafettenummer van de 4 x 100 m liep Ujah enkel mee in de reeksen.
Op de wereldkampioenschappen van 2017 in Londen werd Ujah in de halve finale van de 100 m uitgeschakeld. Samen met Adam Gemili, Daniel Talbot en Nethaneel Mitchell-Blake liep hij echter naar de wereldtitel op de 4 x 100 m. In 2017 behaalde hij ook zijn eerste individuele titel, dankzij winst op de 100 m in de finale van de IAAF Diamond League.

## Titels
- Wereldkampioen 4 x 100 m - 2017
- Europees kampioen 4 x 100 m - 2016, 2018
- Brits kampioen 100 m - 2015, 2021
- Brits indoorkampioen 60 m - 2015, 2018
- Europees juniorenkampioen 100 m - 2013

## Persoonlijke records
Outdoor
| Onderdeel | Prestatie        | Datum        | Plaats |
| --------- | ---------------- | ------------ | ------ |
| 100 m     | 9,96 (-0,8 m/s)  | 24 juli 2015 | Londen |
| 200 m     | 20,47 (+0,8 m/s) | 4 juni 2015  | Rome   |

Indoor
| Onderdeel | Prestatie | Datum           | Plaats |
| --------- | --------- | --------------- | ------ |
| 60 m      | 6,53      | 1 februari 2015 | Londen |

## Palmares

### 100 m
- 2012: 6e WK U20 - 10,39 s
- 2013:  EK U20 te Rieti - 10,40 s
- 2015: 5e in ½ fin. WK - 10,05 s
- 2016: 4e in ½ fin. OS - 10,01 s

### 4 x 100 m
- 2016:  EK - 38,17 s
- 2017:  WK - 37,47 s

1983 King, Gault, Smith, Lewis ·
1987 McRae, McNeill, Glance, Lewis ·
1991 Cason, Burrell, Mitchell, Lewis ·
1993 Drummond, Cason, Mitchell, Burrell ·
1995 Esmie, Gilbert, Surin, Bailey ·
1997 Esmie, Gilbert, Surin, Bailey ·
1999 Drummond, Montgomery, Lewis, Greene ·
2001 Nagel, du Plessis, Newton, Quinn ·
2003 Capel, Williams, Patton, Johnson ·
2005 Doucouré, Pognon, De Lépine, Dovy ·
2007 Patton, Spearmon, Gay, Dixon ·
2009 Mullings, Frater, Bolt, Powell ·
2011 Carter, Frater, Blake, Bolt ·
2013 Carter, Bailey-Cole, Ashmeade, Bolt ·
2015 Carter, Powell, Ashmeade, Bolt ·
2017 Ujah, Gemili, Talbot, Mitchell-Blake ·
2019 Coleman, Gatlin, Rodgers, Lyles ·
2022 Brown, Blake, Rodney, De Grasse ·
2023 Coleman, Kerley, Carnes, Lyles